# Condado de Geauga
O Condado de Geauga é um dos 88 condados do Estado americano de Ohio. A sede do condado é Chardon, e sua maior cidade é Chardon. O condado possui uma área de 1 057 km² (dos quais 12 km² estão cobertos por água), uma população de 90 895 habitantes, e uma densidade populacional de 87 hab/km² (segundo o censo nacional de 2000). O condado foi fundado em 1806.